# جويل باركر (محامي)
جويل باركر (بالإنجليزية: Joel Parker)‏ هو قاضي ومحامي أمريكي، ولد في 25 يناير 1795، وتوفي في 17 أغسطس 1875.